# Hepatitida B
Hepatitida B je onemocnění způsobené HBV virem hepatitidy B, který napadá játra hominoidů, včetně lidských, a způsobuje zánět zvaný hepatitida. Nemoc původně známá jako „sérová hepatitida“, způsobila epidemie v částech Asie a Afriky a je endemická v Číně. Virem hepatitidy B byla infikována asi třetina světové populace, tj. více než 2 miliardy lidí. Z toho 350 milionů lidí je chronickými nositeli viru. Hepatitida B může být doprovázena hepatitidou D, ta se naopak nemůže přenést sama bez přítomnosti typu B.
Akutní onemocnění způsobuje zánět jater, zvracení, žloutenku a vzácně smrt. Chronická hepatitida B může nakonec způsobit jaterní cirhózu a hepatocelulární karcinom – smrtelné onemocnění s velmi špatnou reakcí na dostupné druhy chemoterapie. Infekci lze předcházet preventivním očkováním, kdy první vakcína byla dostupná od roku 1982. WHO doporučuje všude, kde je to možné, očkování novorozenců do 24 hodin po porodu.

## Původce
Virus hepatitidy B je hepadnavirus a má kruhový genom tvořený částečně dvojitě propletenou DNA. Viry se replikují přes RNA střední formu reverzní transkripce a v tomto ohledu jsou podobné retrovirům. Přestože replikace probíhá v játrech, virus se šíří do krve, kde se u infikovaných pacientů nacházejí virus-specifické proteiny a jejich odpovídající protilátky. K diagnostikování hepatitidy B se používají krevní testy na tyto proteiny a protilátky.
Za odhalení viru hepatitidy B a později také vývoj patřičných diagnostických testů a vakcíny byla v roce 1976 udělena Nobelova cena za fyziologii a medicínu americkému lékaři Baruchu Samuelovi Blumbergovi.

## Přenos
- přímý kontakt krev – krev
- nechráněný sex
- nesterilní injekční jehly
- přenos z nakažené těhotné ženy na dítě během porodu

Žloutenka typu B se NEmůže přenášet náhodně. Nemůže se přenášet kýcháním, kašláním, objímáním nebo snědením potraviny, která byla připravovaná někým nakaženým se žloutenkou typu B

## Rizikové skupiny
- Pracovníci ve zdravotnictví a záchranářiRozšíření hepatitidy B ve světě

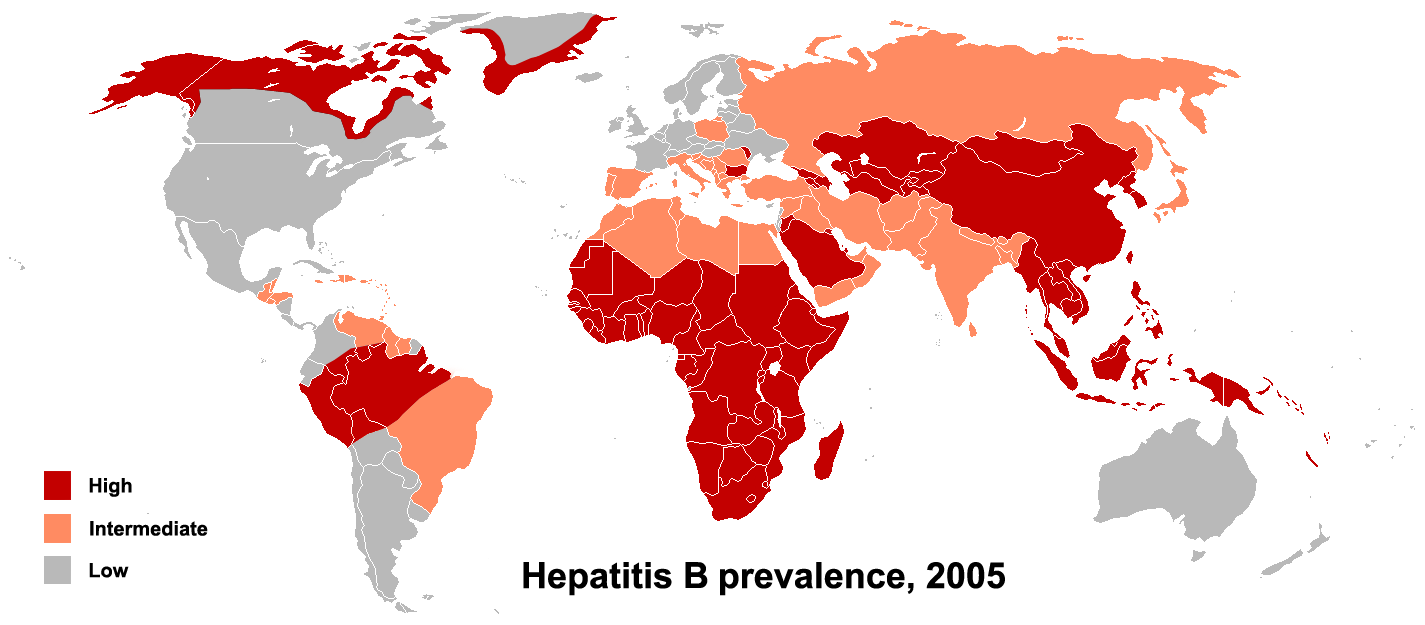
Rozšíření hepatitidy B ve světě

- Děti narozené matkám, které byly infikovány v době porodu
- Partneři nebo jednotlivci žijící v domácnosti s infikovanými osobami
- Jednotlivci s více sexuálními partnery v minulosti nebo v přítomnosti
- Jednotlivci kterým byla diagnostikována sexuálně přenosná nemoc
- Ilegální uživatelé drog
- Muži, kteří mají sex s muži
- Jednotlivci kteří se nechávají tetovat a nebo si dávají tělesný piercing
- Jednotlivci, kteří jezdí do zemí, kde je žloutenka typu B běžná
- Jednotlivci, kteří emigrují ze zemí, kde je žloutenka typu běžná, nebo ti kteří se narodili rodičům, kteří emigrovali z těchto zemí.
- Jednotlivci s počátečním příznakem selhání ledvin nebo probíhající dialýzou ledvin
- Jednotlivci používající krevní produkty pro svou nemoc (např. hemofilie)
- Chovanci a zaměstnanci nápravných ústavů a nápravných domovů